# Olympisch vluchtelingenteam
Het Olympisch vluchtelingenteam (Refugee Olympic Team, ROT) is een internationaal team van vluchtelingen dat uitkomt op de Olympische zomerspelen sinds 2016. Het team speelt onder de Olympische vlag en bij (medaille)ceremonies wordt de olympische hymne gespeeld. Het team wordt gesteund door het IOC en de UNHCR om ook deze atleten, die miljoenen andere vluchtelingen vertegenwoordigen, de kans te bieden deel te nemen aan het grootste multisportevenement ter wereld.

## 2016
In het kader van de wereldwijde vluchtelingencrisis, waar de Europese vluchtelingencrisis een belangrijk deel van uitmaakt, besloot het Internationaal Olympisch Comité (IOC) in 2016 dat dat vijf tot tien vluchtelingen onder de olympische vlag mochten deelnemen aan de Zomerspelen in Rio de Janeiro. De officiële naam voor het team werd "Refugee Olympic Team", met IOC-landcode ROT. Er werden 10 vluchtelingen uitgekozen voor deelname. Die namen deel aan de sporten atletiek, judo en zwemmen. Verder selecteerde de vluchtelingenorganisatie van de Verenigde Naties Ibrahim Al-Hussein, een Syrische vluchteling woonachtig in Athene, Griekenland, om de Olympische vlam te dragen. De Zuid-Soedanese atlete Rose Lokonyen werd geselecteerd om de olympische vlag te dragen bij de openingsceremonie. Er werden geen medailles gewonnen door het team.

## 2020
Er werden 29 atleten, 19 mannen en 10 vrouwen, geselecteerd voor deelname aan het Olympisch vluchtelingenteam, waaronder twee atleten die in Nederland verbleven. Dat waren er dus aanzienlijk meer dan in 2016. Het ROT nam ook deel aan veel meer sporten, namelijk: atletiek, badminton, boksen, gewichtheffen, judo, kanovaren, karate, schieten, taekwondo, wielrennen, worstelen en zwemmen. Er werden wederom door het ROT geen medailles gewonnen.

## 2024
In 2024 werden er 37 atleten, 24 mannen en 13 vrouwen, geselecteerd, het grootste team ooit. Daaronder waren drie in Nederland verblijvende atleten. Die deden mee aan dezelfde sporten als in 2020, met Breakdance als nieuw onderdeel. Dit jaar werd er voor het eerst een medaille gewonnen door het team:
| Medaille | Naam         | Sport  | Onderdeel                | Datum      |
| -------- | ------------ | ------ | ------------------------ | ---------- |
| Brons    | Cindy Ngamba | Boksen | Middengewicht -75 kg (v) | 8 augustus |

## Overzicht
| Sport         | 2016   | 2016    | 2016   | 2020   | 2020    | 2020   | 2024   | 2024    | 2024   | 2024  |
| Sport         | Mannen | Vrouwen | Totaal | Mannen | Vrouwen | Totaal | Mannen | Vrouwen | Totaal | Brons |
| ------------- | ------ | ------- | ------ | ------ | ------- | ------ | ------ | ------- | ------ | ----- |
| Atletiek      | 4      | 2       | 6      | 5      | 2       | 7      | 6      | 2       | 8      |       |
| Badminton     |        |         |        | 1      |         | 1      | 0      | 1       | 1      |       |
| Boksen        |        |         |        | 2      |         | 2      | 1      | 1       | 2      | 1     |
| Breakdance    |        |         |        |        |         |        |        | 1       | 1      |       |
| Gewichtheffen |        |         |        | 1      |         | 1      | 1      | 1       | 2      |       |
| Judo          | 1      | 1       | 2      | 3      | 3       | 6      | 3      | 3       | 6      |       |
| Kanovaren     |        |         |        | 1      |         | 1      | 3      | 1       | 4      |       |
| Karate        |        |         |        | 2      |         | 2      |        |         |        |       |
| Schietsport   |        |         |        |        | 1       | 1      | 1      | 1       | 2      |       |
| Taekwondo     |        |         |        | 1      | 2       | 3      | 4      | 1       | 5      |       |
| Wielersport   |        |         |        | 1      | 1       | 2      | 1      | 1       | 2      |       |
| Worstelen     |        |         |        | 1      |         | 1      | 2      |         | 2      |       |
| Zwemmen       | 1      | 1       | 2      | 1      | 1       | 2      | 2      |         | 2      |       |
| Totaal        | 6      | 4       | 10     | 19     | 10      | 29     | 24     | 13      | 37     |       |